# Harold Malcolm Westergaard
Harold Malcolm Westergaard (* 9. Oktober 1888 in Kopenhagen als Harald Malcolm Westergaard; † 22. Juni 1950 in Cambridge (Massachusetts)) war ein dänisch-US-amerikanischer Bauingenieur.
Westergaard kam aus einer Professorenfamilie und studierte Bauingenieurwesen am Polytechnikum in Kopenhagen mit dem Abschluss 1911. Zu seinen Lehrern gehörte Asger Skovgaard Ostenfeld. Danach ging er in die Baupraxis und sammelte Erfahrung mit Stahlbeton in Kopenhagen, Hamburg und London, bevor er an die Universität Göttingen ging, wo er Schüler von Ludwig Prandtl war. Seine Dissertation an der TH München  bei August Föppl war 1915 schon fertig, als der Erste Weltkrieg das weitere Studium verhinderte. 1921 erfolgte die mündliche Prüfung, aber die Promotion konnte erst erfolgen, nachdem die Dissertation 1925 (Anwendung der Statik auf die Ausgleichsrechnung) erschienen war. Inzwischen war Westergaard in die USA gegangen und wurde 1916 an der University of Illinois at Urbana-Champaign promoviert (Ph. D.). Danach war er dort Lecturer, ab 1921 Assistant Professor, 1924 Associate Professor und 1927 Professor. 1936 wurde er Gordon McKay Professor für Ingenieurmechanik an der Harvard University. 1937 bis 1946 war er Dekan der Graduiertenschule für Ingenieurwesen.
1921 veröffentlichte er mit W. A. Slater eine Arbeit über die Theorie von Stahlbeton-Platten und erhielt dafür die Wason Medal des American Concrete Institute. 1926 untersuchte er Betonfahrbahnen, was bald darauf Teil der Normung wurde. 
1930 veröffentlichte er über die Geschichte der Tragwerksstrukturen. Als Berater des US-amerikanischen Bureau of Reclamation begleitete er den Bau des Hoover Dams, worüber er 1933 veröffentlichte. Er beriet außerdem das US Navy Bureau of Yards and Docks und das US Bureau of Public Roads. Im Zweiten Weltkrieg war er Commander im Civil Engineering Corps der US-Navy. Er begutachtete die Bauschäden nach den Atombombenabwürfen auf Hiroshima und Nagasaki.
In seiner späteren Forschung wandte er sich grundlegenden mechanischen Fragen wie der Bruchmechanik zu.
1937 wurde Westergaard in die American Academy of Arts and Sciences gewählt, seit 1942 war er Mitglied der American Philosophical Society.

## Schriften
- mit W. A. Slater: Moments and stresses in slabs, Proc. American Concrete Institute, Band 17, 1921, S. 415–538
- Buckling of elastic structures, Transactions of the ASCE, Band 85, 1922, S. 576–634
- Computation of stresses in concrete roads, Proc. Highway Research Board, Band 5, 1926, S. 90–112
- Stresses in concrete pavements computed by theoretical analysis, Public Roads, Band 7, 1926, S. 25–35
- One hundred years of advance in structural mechanics, Transactions of the ASCE, Band 94, 1930, S. 226–246
- Computation of the stresses in bridge slabs due to wheel loads, Public Roads, Band 11, 1930, S. 1–23
- Water pressure on dams during earthquakes, Transactions of the ASCE, Band 98, 1933, S. 418–472
- General solution of the problem of elastostatics of an n-dimensional isotropic elastic solid in an n-dimensional space, Bulletin of the AMS, Band 41, S. 695–699
- Bearing pressures and cracks, J. Appl. Mech., Band 6, 1939, S. 49–53
- Theory of elasticity and plasticity, Harvard UP 1952